# Justine Lupe
Justine Lupe, all'anagrafe Justine Lupe-Schomp (Denver, 31 maggio 1989), è un'attrice statunitense.

## Biografia
Justine Lupe è nata e cresciuta a Denver, in Colorado, dove ha studiato recitazione alla Denver School of the Arts, dove ha studiato anche sua nonna, Kay Schomp, diplomandosi nel 2007. In seguito ha proseguito con gli studi di recitazione alla Juilliard School di New York, dove si è laureata nel 2011.
I primi ruoli cinematografici di Justine Luper includono la commedia diretta da Noah Baumbach, Frances Ha, e il film drammatico, diretto da David Chase, Not Fade Away, ambedue del 2012. Tra le sue prime apparizioni televisive figurano l'episodio Il prezzo del successo della serie televisiva Unforgettable (2011); l'episodio La cosa giusta, della serie televisiva Southland (2012); l'episodio Paura d'amare della serie televisiva Royal Pains (2012). Nel 2012 è inoltre Phoebe Blake in 8 episodi della seconda stagione della serie televisiva di genere crime Harry's Law. Nel 2013 è nell'episodio Una crudele menzogna, della serie televisiva Shameless. Dal 2014 al 2015 interpreta il personaggio di Maddie Culpepper nella sitcom della ABC Cristela. La sua partecipazione alla serie prende il via dal secondo episodio, rimpiazzando un'altra attrice che ha interpretato il personaggio di Maddie nel pilota della serie. Nel 2015 Justine Luper è nell'episodio Azione collettiva della settima stagione della serie televisiva The Good Wife.
Nel 2016 compare in tre episodi della seconda stagione della sitcom Younger. Lo stesso anno è anche nell'episodio La strada verso la guerra - Parte seconda: L'impatto della propaganda sui voti del Congresso della serie commedia BrainDead. Sempre nel 2016 recita, al fianco di Jimmi Simpson, nella piéce teatrale off-Broadway Empathitrax, scritta da Ana Nogueira. Elisabeth Vincentelli di The New York Times loda l'interpretazione di Justine Lupe definendola "opportunamente irrequieta [e] nervosa". Dal 2016 al 2018 interpreta il capitano Ronnie Baker nella serie televisiva thriller Madam Secretary.
Nel 2017 compare in 5 episodi della prima stagione della serie televisiva Snowfall. Lo stesso anno interpreta il personaggio di Flue (versione riveduta e corretta al femminile del personaggio di Francis Flute) in A Midsummer Night's Dream, adattamento cinematografico diretto da Casey Wilder Mott della commedia di William Shakespeare Sogno di una notte di mezza estate. Lo stesso anno compare nell'episodio Auto assassina, della serie televisiva Bull. Dal 2017 al 2019, impersona la co-protagonista Holly Gibney della serie televisiva Mr. Mercedes. Sempre dal 2017 e fino al 2023 impersona la cognata della protagonista Miriam Maisel (Rachel Brosnahan) e quindi moglie del di lei fratello Noah Weissman (Will Brill), Astrid, nella serie televisiva di Prime Video La fantastica signora Maisel, comparendo in 9 episodi.
Nel 2018 compare nell'episodio pilota della sitcom Alone Together e in tre episodi della seconda stagione della serie televisiva Sneaky Pete. A partire dallo stesso anno interpreta il ruolo ricorrente di Willa Ferreyra nelle prime due stagioni di Succession, divenendo membro regolare del cast nella terza e quarta stagione, comparendo, al 2023, complessivamente in 32 episodi della serie.
Nel 2020 è protagonista, impersonando Jessy, della miniserie televisiva The Non-Essentials, di cui è anche produttrice e sceneggiatrice delle dieci puntate, dirigendone inoltre la sesta, intitolata Zoom. Nel 2021 presta la voce a due personaggi, una hostess e la madre di Sylvanian Hedgehog, nell'episodio May Cause the Exact Thing You're Taking This to Avoid dell'undicesima stagione della serie animata, creata da Seth Green, Matthew Senreich e Mike Fasolo, Robot Chicken. Nel 2022 è co-protagonista, interpretando il personaggio di Nell Rutherford, avversaria di Ani Fanelli (Mila Kunis), nel film diretto da Mike Barker, La ragazza più fortunata del mondo (Luckiest Girl Alive).

## Filmografia

### Attrice

#### Cinema
- Frances Ha, regia di Noah Baumbach (2012)
- Not Fade Away, regia di David Chase (2012)
- Ex-Girlfriends, regia di Alexander Poe (2012)
- Three Forms of Insomnia, regia di Anastacia Junqueira - cortometraggio (2014)
- Silent Night, regia di Caitlin Gerard - cortometraggio (2014)
- Hard Pack, regia di Emmanuelle Pickett - cortometraggio (2016)
- Approaching a Breakthrough, regia di Noah Pritzker - cortometraggio (2017)
- A Midsummer Night's Dream, regia di Casey Wilder Mott (2017)
- Bushwick Beats, regia di A. Sayeeda Moreno, Chloe Sarbib, Brian Shoaf, Sonejuhi Sinha, James Sweeney e Anu Valia (2019)
- South of Bix, regia di Justine Lupe e Briana Pozner - cortometraggio (2019)
- I Lost My Mother's Ashes, regia di Caitlin Gerard - cortometraggio (2019)
- La ragazza più fortunata del mondo (Luckiest Girl Alive), regia di Mike Barker (2022)
- Go for Grandma, regia di Sabrina Doyle - cortometraggio (2023)

#### Televisione
- Unforgettable - serie TV, episodio 1x06 (2011)
- Southland - serie TV, episodio 4x06 (2012)
- Harry's Law - serie TV, 8 episodi (2012)
- Royal Pains - serie TV, episodio 4x14 (2012)
- Shameless - serie TV, episodio 3x03 (2013)
- Super Clyde, regia di Michael Fresco - film TV (2013)
- Deadbeat - serie TV, episodio 1x05 (2014)
- Dead Boss, regia di Barry Sonnenfeld - film TV (2014)
- Cristela - serie TV, 21 episodi (2014-2015)
- The Good Wife - serie TV, episodio 7x05 (2015)
- Younger - serie TV, episodi 2x04-2x05-2x06 (2016)
- BrainDead - Alieni a Washington (BrainDead) - serie TV, episodio 1x10 (2016)
- Madam Secretary - serie TV, 6 episodi (2016-2018)
- Bull - serie TV, episodio 1x10 (2017)
- Snowfall - serie TV, 5 episodi (2017)
- Mr. Mercedes - serie TV, 25 episodi (2017-2019)
- La fantastica signora Maisel (The Marvelous Mrs. Maisel) - serie TV, 9 episodi (2017-2023)
- Alone Together - serie TV, episodio 1x01 (2018)
- Sneaky Pete - serie TV, episodio 2x08-2x09-2x10 (2018)
- Succession - serie TV, 32 episodi (2018-2023)
- The Non-Essentials, regia di Briana Pozner e Justine Lupe - miniserie TV, 10 puntate (2020)
- Economia domestica (Home Economics) - serie TV, episodi 1x06-2x06-2x13 (2021-2022)
- Il premio del destino (The Big Door Prize) - serie TV, 6 episodi (2024)

### Doppiatrice
- Robot Chicken - serie animata, episodio 11x04 (2021)

### Produttrice
- South of Bix, regia di Justine Lupe e Briana Pozner - cortometraggio (2019)
- The Non-Essentials, regia di Justine Lupe e Briana Pozner - miniserie TV, 10 puntate (2020)
- The Recorder, regia di Justine Lupe - cortometraggio (2021)

### Regista
- South of Bix, co-diretto con Briana Pozner - cortometraggio (2019)
- The Non-Essentials, co-diretto con Briana Pozner - miniserie TV, puntata 6 (2020)
- The Recorder - cortometraggio (2021)

### Sceneggiatrice
- South of Bix, regia di Justine Lupe e Briana Pozner - cortometraggio (2019)
- The Non-Essentials, regia di Justine Lupe e Briana Pozner - miniserie TV, 10 puntate (2020)

## Radio
- The Method - podcast (2022)

## Teatro
- Empathitrax

## Riconoscimenti
- International Online Cinema Awards
  - 2023 - Candidatura al miglior cast in una serie drammatica per Succession (condiviso con altri)
- Pena de Prata
  - 2021 - Miglior cast in una serie drammatica per Succession (condiviso con altri)
- Satellite Award
  - 2019 - Candidatura alla migliore attrice non protagonista in una serie, mini-serie o film per la televisione per Mr. Mercedes
- Screen Actors Guild Award
  - 2022 - Miglior cast in una serie drammatica per Succession (condiviso con altri)
  - 2024 - Miglior cast in una serie drammatica per Succession (condiviso con altri)

## Doppiatrici italiane
Nelle versioni in italiano dei suoi lavori, Justine Lupe è stata doppiata da:
- Francesca Manicone in Frances Ha, La fantastica signora Maisel, Succession
- Eva Padoan in Snowfall
- Ilaria Latini in Sneaky Pete
- Sara Imbriani in Succession (ep. 1x01)
- Mariagrazia Cerullo ne La ragazza più fortunata del mondo